# Autographa typinota
Autographa typinota là một loài bướm đêm trong họ Noctuidae.